# Grandlup-et-Fay
Grandlup-et-Fay är en kommun i departementet Aisne i regionen Hauts-de-France i norra Frankrike. Kommunen ligger  i kantonen Marle som ligger i arrondissementet Laon. År 2022 hade Grandlup-et-Fay 271 invånare.

## Befolkningsutveckling
Antalet invånare i kommunen Grandlup-et-Fay
Referens: INSEE